# 갓안앞천
갓안앞천은 울산광역시 북구 중산동의 함월산 안말골에서 발원하여 대체로 남서류하다가 동천강의 지류인 이원천으로 흘러드는 강이다.